# Battaglia di Talikota
La battaglia di Talikota (Kannada: ತಾಳಿಕೋಟೆ o Tellikota) (26 gennaio 1565) fu una battaglia combattuta tra l'Impero Vijayanagara e i Sultanati del Deccan. Per la sua portata e per le sue conseguenze può essere definita una sorta di spartiacque nella storia dell'India meridionali, determinando un inevitabile declino dell'Impero Vijayanagara, l'ultimo grande regno indù nell'India del Sud. Talikota è situata nel nord del Karnataka, circa 80 km a sud-est della città di Bijapur.

## Preludio
Il trono di Vijayanagara era passato alla morte di Achyuta Raya nelle mani di Aliya Rama Raya che secondo molti studiosi interferì negli affari interni dei vicini sultanati musulmani. Anche se questa tattica lavorò inizialmente a suo favore, si dimostrò controproducente in seguito, con la conseguenza che i sultanati unirono le proprie forze per distruggere il regno indù. Alcune famiglie al potere nei sultanati si unirono attraverso matrimoni, risolvendo molti dei dissidi interni. L'Impero Vijayanagara a quel punto venne visto come il nemico comune da combattere.

## La battaglia
Il 26 gennaio 1565 i sultanati del Deccan (Ahmednagar, Berar, Bidar, Bijapur e Golconda) che avevano formato una grande alleanza, si scontrarono contro l'esercito di Vijayanagara a Talikota tra due villaggi chiamati Rakkasa e Tangadi, presso le rive del fiume Krishna, nell'odierno stato indiano del Karnataka. I sultanati vennero aiutati da alcuni piccoli regni indù che serbavano rancori nei confronti dell'Impero Vijayanagara. I sultani avevano dalla loro un totale di 80 000 uomini di fanteria e 30 000 di cavalleria. L'esercito di Vijayanagara, d'altra parte, possedeva 140 000 fanti, e 10 000 cavalieri, oltre ad un gran numero di elefanti da guerra.
Questa battaglia decisiva fu ferocemente combattuta. In primo momento gli invasori sferrarono un attacco alla prima linea di Vijayanagara utilizzando raffiche di cannone. Successivamente vi fu un massiccio attacco frontale. La battaglia si concluse con una vittoria completa per i sultanati, con il Rajah di Vijayanagara venne catturato e decapitato, per poi essere messo in mostra come un trofeo. Vijayanagara, la capitale, venne invasa e saccheggiata.

## Conseguenze
La battaglia di fatto pose fine al grande regno indù, con il declino inesorabile dell'ultimo grande impero meridionale. In seguito l'esercito vittorioso, con orde di ladri, puntarono sulle grandi città, saccheggiando, per rapinando, e uccidendo i residenti. La città di Vijayanagara fu rasa al suolo e non riuscì più a riprendersi dall'assalto.